# هزاراسپیان

گستره حکومت اتابکان لرستان

هزاراسپیان که به نام اتابکان لر بزرگ نیز شناخته می‌شوند، بین سال‌های ۵۵۰ تا ۸۲۷ هجری قمری به نواحی چهارمحال بختیاری، خوزستان، منطقه فریدن، شولستان، کهگیلویه بویراحمد حکومت می‌کردند. اتابکان لر به دو دسته اتابکان لر بزرگ و اتابکان لر کوچک تقسیم می‌شود. پایتخت اتابکان لر بزرگ در شهر ایذه (ایذج) و پایتخت اتابکان لر کوچک در شهر خرم‌آباد بود.

## تبار قومی
اتابکان لر کوچک از یک طایفه لر به نام جنگروی که شعبه‌ای از طایفه سلورزی است، بودند.
در برخی منابع آمده حکومت مملکت لر بزرگ به عقاب بدر (رئیس لر بزرگ) رسیده است فتح الدین فضلویه یکی از اخلاف بدر به مهاجرت اختیار نموده و جبل السماق که در شام است را مقر حکومت خود قرار داد دکتر علیرضاخلیفه زاده در کتاب هفت شهر لیراوی در رابطه با نسب فتح الدین فضلویه نوشته است: در اواسط سده پنجم هجری پس از فروپاشی ال بویه و گسترش ناامنی در مناطق مختلف ایران فتح الدین فضلوی به اتفاق ۴۰۰ خانوار از لر بزرگ به شام رفت و انجارا مقر حکومت خود قرار داد اما پس از چند زمان در اواخر سده پنجم هجری علی پسر فتح الدین فضلویه به اتفاق پسرش ابراهیم و کسانش از جبل به میافارقین (بین‌النهرین) برگشتند. میرزای غفاری صاحب کتاب تاریخ جهان ارا جد فتح الدین فضلوی را به کی خسرو (پادشاه ایرانی) نسبت داده است. حمدالله مستوفی در ذکر طوایف لر کوچک، از طایفه‌ای به نام فضلویی به عنوان طوایف اصلی لر کوچک ذکر کرده است.
گفتنی است اتابکان لر در زمان فرمانروایی خود خدمات بسیاری انجام دادند به طوری که منطقه لر بزرگ رشک بهشت گردید

## سلسله اتابکان
سلسله هزاراسپیان مشهور است به حکومت اتابکان لر بزرگ از قرن ششم تا اوایل قرن یازدهم. پایتخت این امرا در شهر ایذه (ایذج) بود. مورخان اتابکان لر کوچک را هم به عنوان سلسله هزاراسپیان نام برده‌اند که پایتخت این امرا خرم‌آباد بود. این دو سلسله مشهور به اتابکان لر بزرگ و اتابکان لر کوچک بیش از چهار سده بر نواحی وسیعی فرمان راندند.

## پیدایش اتابکان لرستان[۱]
حاکم اتابکان لرستان بدر نام داشت. بدر مدت طولانی حکومت کرد و به علتی نامعلوم درگذشت، حکومت به پسر زادهٔ او نصرالدین محمد بن هلال بن بدر رسید. او حاکمی عادل بود وی وزیر خود را محمد خورشید قرار داد. در آن زمان نیمی از سرزمین لرستان در تصرف شولان بود و پیشوای آنان سیف الدین ماکان روزبهانی بود. که او درانجا خاندانی قدیمی بود و از عهد اکاسره حاکم آن سرزمین بودند و حاکم ولایت شول نجم الدین اکبر بود و تاکنون قوم شول در تصرف نوادگان اویند. روزی در خانهٔ خورشیدیان مهمانی بود، در آن مهمانی به ابوالحسن سر گاوی دادند. او آن را به فال نیک پنداشت و به اتباع خود گفت ما سردار این قوم خواهیم شد. ابوالحسن فضلوی پسری به نام علی داشت. روزی علی با سگی به شکار رفت. تعدادی ناشناس با او درگیر شده و او را به شدت مضروب کرده و در غاری انداختند. سگ علی پسر ابوالحسن فضلوی به آنها حمله کرد و چند تن آنها را زخمی کرد و به خانه برگشت. قوم علی هنگامی که سگ را خون‌آلود دیدند به جستجوی علی رفتند و وی را در غار پیدا کردند، به خانه آوردند و معالجه کردند.
در این وقت سلغریان با عنوان اتابک در فارس حاکم بودند. اما هنوز اسم پادشاهی نداشتند. علی پس از چند روز درگذشت، از علی پسری به نام محمد نام ماند محمد جوانی دلاور بود. محمد مدتی حاکم بود و در این دوران با سلغریان روابط خوبی نداشت پس از مدتی او نیز در گذشت، محمد پسری به نام ابوطاهر داشت، جوانی شجاع بود. او هم با سلغریان روابط خوبی نداشت و سلغریان سپاهی را برای مقابله با او فرستادند. ابوطاهر پس از پیروزی بر سلغریان به فارس آمد. اتابک سنقر به او گفت از من چیزی بخواه، ابوطاهر گفت به من لشکری بدهید تا در لرستان به خدمت بگیرم. اتابک سنقر هم به او لشکری داد و همراه او به لرستان فرستاد.

### نام‌گذاری به هزاراسپیان
نصرت‌الدین هزاراسپ بسیار به اتابکان اقتدار بخشید و از طرف دیگر توانست تأییدی برای حکومتش از خلفای عباسی بگیرد. در حقیقت تأسیس رسمی اتابکان لرستان به نام اوست، بنابراین بسیاری از منابع از اتابکان لرستان به نام هزاراسپیان هم یاد کرده‌اند.

### حکومت هزاراسپ
هزاراسپ که قدرتمند و شجاع بود، قائم مقام پدر شد. وی حاکمی عادل و دادگر بود. در عهد او ملک لرستان بسیار آباد و پررونق بود و به همین دلیل اقوام بسیاری از کردستان سوریه کنونی به ملک لرستان پیوستند:
آسترکی، مما کویه، بختیاری، جوانکی بیدانیان، زاهدیان، علائی، کوتوند، بتوند، بوازکی، شوند، زاکی، جاکی، هارونی، اشکی، کوی لیراوی، ممویی، یحفومی، کمانکشی، ممسنی، ارملکی، توانی، کسدانی، مدیحه، اکورد، کولارد و دیگر قبایل که اطلاعات درستی در خصوص آنها در دست نیست.
محمد میرک بن مسعود الحسینی صاحب کتاب ریاض الفردوس خانی هم اشاره به بقایای الوار کرده که در جبل السماق شام صیت جاه و جلال هزار اسپ را استماع نموده و به او پیوسته‌اند. چون این جماعت به هزاراسپ و برادران پیوستند، قدرت حکومت هزاراسپ بسیار زیاد شد. باقی دشمنان را از شولان به وسیله جنگ بیرون کرد و آن منطقه را به حکومت خود ضمیمه کرد؛ و بازماندگان شکست خورده از هزاراسپ به فارس برگشتند. هزاراسپ و برادران تمام لرستان و شولستان و کرد ارکان کوهپایه لرستان و تا چهار فرسنگی اصفهان را جزء قلمرو حکومت خود درآوردند.

## ملک لرستان

ایران ملوک‌الطوایفی، اتابکان لرستان اوایل قرن هشتم هجری

ملک لرستان به دو قسمت تقسیم می‌شد، لر بزرگ و لر کوچک و بین منطقه لر بزرگ و شیراز (فارس) ناحیه لرنشین سومی نیز وجود داشت که آن را شولستان می‌گفتند. به جای شولستان، امروز ممسنی و به جای لر بزرگ کهگیلویه و بختیاری قرار دارد و لر کوچک را اکنون لرستان می‌گوییم و هر یک از دو قسمت لر بزرگ و لر کوچک قبل از استیلای مغول تا مدتی بعد از از بین رفتن حکومت ایلخانان دارای امرای نیمه مستقلی بودند که بعضی از آنها هم به مناسبتی مشهور شده‌اند و از آنها عده‌ای یا به علت وارد شدن در ادبیات فارسی یا در زد و خورد با سلسله‌های دیگر در تاریخ صاحب نام و نشانی شده‌اند، ولی ذکر طوایف لر بزرگ و امرای آن بیشتر در تاریخ آمده تا لر کوچک چون این طوایف بین فارس و عراق عجم و عراق عرب و شولستان ساکن بوده و با اتابکان فارس و خلفای بغداد ارتباط داشته‌اند؛ و از همه مهم‌تر منطقه سکونت آنها بر سر راه عراق عرب و دره‌های کارون و کرخه به فارس و سواحل دریا قرار داشته و غالب لشکرکشی‌ها و رفت‌وآمدهای مردم جنوب غربی ایران با غرب و عراق عرب بایستی از طریق سرزمین این طوایف صورت بگیرد، و همین اهمیت موقع جغرافیایی سرزمین لر بزرگ را بالا می‌برده است. در صورتی که سرزمین لر کوچک تقریباً دور افتاده بوده و بر سر راه ارتباطی کمی واقع است.

### اتابکان لر بزرگ
اتابکان لر بزرگ که به مناطق چهارمحال و بختیاری کنونی و بخش‌های از استان خوزستان حکومت کرده‌اند.. بعدها حکومت خوزستان را نیز بضمیمهٔ سرزمین اصلی لر بزرگ شد و یکی از آنها یعنی افراسیاب پس از مرگ ارغون خان، اصفهان را محاصره کرد اما خیلی زود سرکوب شد. پایتخت این امرا در شهر ایذه بود. اتابکان لر بزرگ تا نیمه اول قرن نهم باقی بودند و آخرین حاکم آنان که غیاث الدین کاوس نام داشت به دست حاکم وقت فارس، سلطان ابراهیم شاهرخ تیموری شکست خورد و سلسله ایشان انقراض یافت.

### اتابکان لر کوچک
اتابکان لر کوچک سلسله کوچکی از هزاراسپیان هستند که در فاصلهٔ سال‌های ۵۸۰ تا ۱۰۰۶ه‍.ق) در قسمت‌های شمالی و غربی لرستان ناحیه لر کوچک حکومت می‌کرده‌اند. امرای این سلسله از اعتاب شجاع‌الدین‌خورشید، مؤسس سلطنت لر کوچک بوده‌اند و آخری‌ن حاکم لر کوچک به دست شاه عباس یکم صفوی کشته و سلسله اتابکان لر کوچک منقرض گردید.

## فهرست امرای اتابکان لرستان
فهرستی از اتابکان و امرای لر بزرگ و مدت حکومتشان در زیر آمده است. قابل ذکر است که اتابکان تا نیمه اول قرن نهم باقی بودند و آخرین آنها که غیاث الدین کاوس نام داشت به دست سلطان ابراهیم بن شاهرخ تیموری برافتاد و سلسله ایشان منقرض شد.
- ابوطاهر در حدود ۵۵۰ هجری قمری
- اتابک نصرت‌الدین هزاراسپ بن ابی طاهر تا ۶۲۶.
- عمادالدین پهلوان بن هزاراسپ از ۶۲۶ تا ۶۴۲.
- نصرت‌الدین کلجه پسر هزاراسپ از ۶۴۲ تا ۶۴۹.
- تکله پسر هزاراسپ از ۶۴۹ تا ۶۵۶.
- شمس‌الدین الب ارغو پسر هزار اسب از ۶۵۶ تا۶۷۲.
- یوسف شاه بن الب ارغو از ۶۷۲ تا ۶۸۸.
- افراسیاب بن یوسف شاه از ۶۸۸ تا ۶۹۵.
- نصرت‌الدین احمد بن یوسف شاه از ۶۹۵ تا ۷۳۰.
- یوسف شاه دوم بن نصرت‌الدین احمد از ۷۳۰ تا ۷۴۰.
- افراسیاب دوم بن نصرت‌الدین احمد از ۷۴۰.
- نورالورد بن سلیمان شاه بن اتابک احمد تا ۷۵۷.
- اتابک پشنگ بن سلغرشاه بن اتابک احمد از۷۵۷ تا ۷۹۲.
- پیر احمد بن اتابک پشنگ از ۷۹۲ تا ۷۹۸.
- ابوسعید بن پیر احمد تا ۸۲۰.
- شاه حسین بن ابی سعید از ۸۲۰ تا ۸۲۷.
- غیاث الدین، کاوس بن هوشنگ.[۲۵]

این امرا به هیچ وجه از امرای سلاجقه نبوده و از شاهزادگان سلجوقی نیز کسی را تحت حمایت و تربیت نداشته‌اند و عنوان اتابکان دربارهٔ آنها به عنوان لقب و در واقع به معنی امیر و ملک مستقل است نه مربی شاهزادگان سلجوقی. بسیاری از سنوات راجع به سلطنت سلسله اتابکان لرستان تحقیقی نیست. غیر از سلسله اتابکان لرستان یک سلسلهٔ دیگر از اتابکان لر نیز در ناحیه لر کوچک حکومت می‌کرده و از اوایل قرن هفتم تا قرن دهم در آن ناحیه باقی بوده‌اند.